# Сельское поселение Биряковское
Сельское поселение Биряко́вское — муниципальное образование Сокольского района Вологодской области. Административным центром является село Биряково, расположенное в 100 км от районного центра и в 140 км от областного центра. Площадь — 718,85 км².
Вместе со всеми муниципальными образованиями Сокольского района упразднено и преобразовано в Сокольский муниципальный округ.

## История
История Биряковского сельского поселения восходит к Стрелицкой волости, которая упоминается уже в XVII веке. Она располагалась на реке Стрелице, впадающей в Сухону.
При Петре I волость вошла в состав Архангелогородской губернии, а в результате губернской реформы Екатерины II — Вологодского наместничества, которое в 1796 году было преобразовано в Вологодскую губернию. В составе Вологодской губернии Стрелицкая волость подчинялась Тотемскому уезду, а её административный центр находился в селе Спасское.
После установления советской власти на территории волости был образован Биряковский сельсовет, а в 1935 году образовался новый Биряковский район, с центром селе Биряково. Однако уже в 1959 году район был упразднён, а его территории отошли к Сокольскому и Междуреченскому районам. Биряковский сельсовет вошёл в состав Сокольского района. 1 января 2006 года сельсовет был преобразован в сельское поселение.

## География
Расположено на востоке Сокольского района. Граничит:
- на западе с сельским поселением Чучковское,
- на юго-западе с сельским поселением Сухонское Междуреченского района,
- на юго-востоке с сельским поселением Туровецкое Междуреченского района,
- на востоке с Погореловским сельским поселением Тотемского района,
- на севере с сельским поселением Коробицынское Сямженского района.

По территории протекают реки Стрелица, Ретча, Шоболга, проходит федеральная автодорога А123. На территории Биряковского сельского поселения расположена самая высокая точка Вологодской области, которая находится в деревне Кульсеево.

## Состав
В 1999 году был утверждён список населённых пунктов Вологодской области. До 1 марта 2010 года состав сельского поселения не изменялся.
С 2021 года в состав сельского поселения входят 33 населённых пункта, в том числе:
- 32 деревни,
- 1 село.

| Населённый пункт       | ОКАТО          | Рег. номер | Расстояние до районного центра, км | Расстояние до центра поселения, км | Координаты                      |
| ---------------------- | -------------- | ---------- | ---------------------------------- | ---------------------------------- | ------------------------------- |
| деревня Алекино        | 19 238 808 002 | 5304       | 95                                 | 5                                  | 59°34′22″ с. ш. 41°25′07″ в. д. |
| деревня Алексеево      | 19 238 808 003 | 5305       | 103                                | 3                                  | 59°34′29″ с. ш. 41°32′53″ в. д. |
| деревня Арганово       | 19 238 808 004 | 5306       | 108                                | 8                                  | 59°35′29″ с. ш. 41°35′03″ в. д. |
| село Биряково          | 19 238 808 001 | 5303       | 100                                | 0                                  | 59°34′52″ с. ш. 41°29′13″ в. д. |
| деревня Большая        | 19 238 808 005 | 5307       | 118                                | 18                                 | 59°35′57″ с. ш. 41°47′54″ в. д. |
| деревня Большое Жуково | 19 238 808 006 | 5308       | 123                                | 23                                 | 59°39′56″ с. ш. 41°43′10″ в. д. |
| деревня Борщовка       | 19 238 808 007 | 5309       | 115                                | 15                                 | 59°36′28″ с. ш. 41°45′02″ в. д. |
| деревня Брюхово        | 19 238 808 008 | 5310       | 104,5                              | 4,5                                |                                 |
| деревня Вотчино        | 19 238 808 010 | 5312       | 102                                | 2                                  | 59°34′11″ с. ш. 41°31′04″ в. д. |
| деревня Горка          | 19 238 808 011 | 5313       | 99                                 | 1                                  | 59°35′27″ с. ш. 41°29′11″ в. д. |
| деревня Денисково      | 19 238 808 012 | 5314       | 103                                | 3                                  | 59°33′44″ с. ш. 41°29′25″ в. д. |
| деревня Заболотье      | 19 238 808 013 | 5315       | 104                                | 4                                  | 59°35′57″ с. ш. 41°32′58″ в. д. |
| деревня Загоскино      | 19 238 808 014 | 5316       | 110                                | 10                                 | 59°36′02″ с. ш. 41°39′47″ в. д. |
| деревня Зуево          | 19 238 808 015 | 5317       | 101,5                              | 1,5                                | 59°34′11″ с. ш. 41°29′59″ в. д. |
| деревня Кринкино       | 19 238 808 016 | 5318       | 98,5                               | 1,5                                |                                 |
| деревня Кульсеево      | 19 238 808 017 | 5319       | 101,5                              | 1,5                                | 59°34′38″ с. ш. 41°29′05″ в. д. |
| деревня Лашково        | 19 238 808 018 | 5320       | 91                                 | 9                                  | 59°35′02″ с. ш. 41°20′16″ в. д. |
| деревня Логиново       | 19 238 808 019 | 5321       | 102                                | 2                                  |                                 |
| деревня Медведково     | 19 238 808 020 | 5322       | 94                                 | 6                                  | 59°34′30″ с. ш. 41°23′35″ в. д. |
| деревня Михеево        | 19 238 808 021 | 5323       | 93                                 | 7                                  | 59°34′42″ с. ш. 41°22′26″ в. д. |
| деревня Никольская     | 19 238 808 022 | 5324       | 118                                | 18                                 | 59°35′39″ с. ш. 41°46′47″ в. д. |
| деревня Осипиха        | 19 238 808 023 | 5325       | 104                                | 4                                  | 59°36′16″ с. ш. 41°31′04″ в. д. |
| деревня Попово         | 19 238 808 025 | 5326       | 102                                | 2                                  | 59°33′57″ с. ш. 41°27′39″ в. д. |
| деревня Прокшино       | 19 238 808 026 | 5327       | 104                                | 4                                  | 59°34′40″ с. ш. 41°33′08″ в. д. |
| деревня Самылково      | 19 238 808 027 | 5328       | 102                                | 2                                  |                                 |
| деревня Селезнево      | 19 238 808 028 | 5329       | 94                                 | 6                                  | 59°34′45″ с. ш. 41°23′14″ в. д. |
| деревня Семеново       | 19 238 808 029 | 5330       | 95                                 | 5                                  | 59°34′53″ с. ш. 41°24′29″ в. д. |
| деревня Следово        | 19 238 808 030 | 5331       | 106,6                              | 6,6                                | 59°35′45″ с. ш. 41°34′26″ в. д. |
| деревня Спасское       | 19 238 808 031 | 5332       | 101                                | 1                                  | 59°34′06″ с. ш. 41°28′45″ в. д. |
| деревня Старово        | 19 238 808 032 | 5333       | 97                                 | 3                                  | 59°34′29″ с. ш. 41°26′29″ в. д. |
| деревня Тимонинское    | 19 238 808 033 | 5334       | 106                                | 6                                  | 59°35′58″ с. ш. 41°34′12″ в. д. |
| деревня Черемховая     | 19 238 808 034 | 5335       | 107                                | 7                                  | 59°35′33″ с. ш. 41°35′35″ в. д. |
| деревня Шибловка       | 19 238 808 035 | 5336       | 102                                | 2                                  | 59°35′07″ с. ш. 41°31′22″ в. д. |

### Упразднённые населённые пункты
| Населённый пункт | ОКАТО          | Рег. номер | Расстояние до районного центра, км | Расстояние до центра поселения, км | Координаты                      |
| ---------------- | -------------- | ---------- | ---------------------------------- | ---------------------------------- | ------------------------------- |
| деревня Вакориха | 19 238 808 009 | 5311       | 120                                | 20                                 | 59°35′02″ с. ш. 41°48′28″ в. д. |

## Общая информация
Руководство сельским поселением осуществляет его глава. Территориальное общественное самоуправление представлено 6 старостами различных населённых пунктов. Старосты избираются населением на сельских сходах.
В Биряковском сельском поселении имеются школа (Биряковская средняя общеобразовательная школа), Дом культуры, детская и взрослая библиотеки, детский сад, участковая больница с амбулаторией, музыкальная школа, филиал Кадниковского районного музея, участок ЖКХ, котельная, гидрометеостанция, электроподстанция, аптека, почта, АТС, филиал Сбербанка и 10 магазинов.
Доступны услуги сотового оператора «МТС». Среди телевизионных каналов присутствуют «Первый канал» и «Россия-1».
Основа экономики Биряковского поселения — лесозаготовки и сельское хозяйство. Молочным животноводством и выращиванием зерновых культур занимается ЗАО «Биряковское». Работает хлебопекарня Сокольского райпо. Лесозаготовка и лесопереработка ведется индивидуальными предпринимателями и контролируются Заболотским лесничеством Кадниковского лесхоза.

## Транспортное сообщение
Через Биряковское поселение проходит трасса Р7 (Чекшино — Тотьма — Никольск).
Автобусное сообщение с районным центром осуществляется по маршруту Сокол — Биряково, с областным центром — по следующим маршрутам:
- Вологда — Биряково — Туровец
- Вологда — Тотьма
- Вологда — Село имени Бабушкина
- Вологда — Нюксеница
- Вологда — Тарногский Городок
- Вологда — Кичменгский Городок
- Вологда — Никольск
- Череповец — Никольск
- Вологда — Великий Устюг
- Череповец — Великий Устюг

Кроме автобусов, до Вологды можно добраться на проходящих маршрутках.

## Известные уроженцы
- Востров, Владимир Андреевич (1929—2006) — советский военачальник и военный деятель, генерал-полковник, род. в д. Тимонинское.
- Илюкевич Аскольд Михайлович — доктор технических наук, автор книги «Согласно завещанию: Альфред Нобель» (1992).
- Малевинский Феодосий Евгеньевич (1870—1938) — протоиерей, краевед, автор работ по истории, археологии и этнографии.

## Достопримечательности
- Церковь Рождества Пресвятой Богородицы (Спасское). Основана в XVII веке, каменный храм построен в XVIII веке.
- Стрелицкая Спасо-Преображенская церковь (Спасское)[11]. Основана в XVII веке, каменный храм построен в XVIII веке.
- Церковно-приходская школа (Спасское)
- Дом священника (Спасское)
- Церковь Николая Чудотворца, что в Нутряном Улусце (Никольская)